# Сказочная карта России
«Сказочная карта России» — это культурно-туристический межрегиональный проект, направленный на развитие и продвижение территорий, достопримечательностей регионов. Проект основан на историческом наследии страны — сказках, былинах и легендах. Задача проекта найти и обосновать места возможного рождения или существования сказочных или былинных героев. В качестве экспертов, консультирующих автора проекта в вопросах определения родины сказочного героя, выступают региональные специалисты — историки, краеведы и филологи. Автором идеи создания «Сказочной карты России» является москвич Алексей Козловский.
29 апреля 2022 года Алексей Козловский объявил о закрытии проекта «Сказочная карта России» на странице проекта в ВКонтакте.

## Описание проекта
Наиболее популярной среди пользователей сети Интернет является версия «Сказочной карты России», нарисованная художниками агентства «РИА Новости».
Наибольшую поддержку и отклик проект «Сказочная карта России» получил в Ярославской, Ульяновской и Кировской областях.
По инициативе проекта в мае 2012 года в Кирове прошли «Всемирные сказочные игры», логотипом которых стал цветик-семицветик, контурами повторяющий границы региона. На «Всемирные Сказочные игры», которые прошли с 18 по 20 мая, были приглашены сказочные герои со всей России и дальнего зарубежья.
В июне 2012 года кировскими художниками была нарисована первая художественная версия «СКР», а символом проекта на 2012—2013 гг. был объявлен Иван-Царевич, чья усадьба расположена в Кирове
Авторы проекта объявили, что у «Сказочной карты…» появится продолжение — «Вкусная карта России», официальное представление нового проекта состоится в марте-апреле 2013 года.
16-17 ноября 2012 г. в Воронеже состоялось подведение итогов первой Национальной премии в области событийного туризма «Russian Event Awards», организаторами которой выступили консалтинговый центр «Ингруп», Фонд развития общественных связей «Region PR» и Торгово-промышленная палата Воронежской области. Согласно решению Экспертного совета премии, проект «Сказочная карта России» стал Лауреатом в номинации «Лучший проект по популяризации событийного туризма».
По предложению авторов проекта в регионах России рядом с усадьбами сказочных героев начали устанавливать необычные дорожные знаки — «сказочные версты», которые указывают направление и расстояние до мест рождения или проживания других сказочных героев (одна сказочная верста равняется русской версте и составляет 1,066 км).
Первый подобный знак установили на родине Царя Берендея в городе Переславль-Залесский (Ярославская область). Вторая «сказочная верста» была установлена в Костроме, на родине внучки Деда Мороза Снегурочки. Третий знак установили в резиденции Ивана-Царевича (г. Киров), а четвёртую — в городе Олонец (Карелия) на родине Молодого Морозца Паккайне.
Пятую в России и первую в Сибири «сказочную версту» открыли в усадьбе Белого Старца (Сагаана Убгэна) в городе Улан-Удэ (Бурятия).
Шестую и седьмую версты планировалось открыть летом 2013 года на родине Ильи Муромца (г. Муром, Владимирская область) и Бабы Яги (село Кукобой, Ярославская область) 8 и 29 июня соответственно.